# Храм Успења Пресвете Богородице у Челебићима (Коњиц)
Храм Успења Пресвете Богорице у Челебићима код Коњица је саграђен  1867. године залагањем и трудом Св. Мученика Марка Манигоде и припада захумско-херцеговачкој епархији. Премјештен је из поља 1960. године због изградње Јабланичког језера на садашњу локацију, а 1963. године освећен је овај Храм након премјештања на нову локацију.  Веома је оштећен и демолиран за вријеме рата. Након рата очишћен и саниран тек толико да у њега не продиру атмосферске падавине. У току 2010-2011. године изведени су радови на обнови ове цркве. У недјељу 25. септембра 2011. године обављен је обред освећења овог Светог Храма. 
Свету Архијерејску Литургију и обред освећења служио је Епископ Захумско-херцеговачки и Приморски Г. Григорије.
Света Литургија служи се једном годишње у недјељу пред празник Рођења Пресвете Богородице, јер у Челебићима има свега неколико православних породица. Ово мјесто је било готово у цјелини насељено српским живљем, али је за вријеме рата велики број избјегао. У овом мјесту је био и злогласни логор у коме су Срби на најзвјерскије начине злостављани.